# Čchen Šu-tchung
Čchen Šu-tchung (čínsky pchin-jinem Chén Shūtōng, znaky zjednodušené 陈叔通; 1876 — 17. února 1966) byl čínský právník, manažer a politik. Po sinchajské revoluci působil v parlamentu a vládních úřadech, ve 20. a 30. letech zastával manažerské funkce v soukromé sféře. Po roce 1949 zastával vysoké pozice v zákonodárných a poradních shromážděních ČLR jako místopředseda Čínského lidového politického poradního shromáždění (od 1949) i místopředseda Všečínského shromáždění lidových zástupců (od 1954). Vedl Všečínskou federaci průmyslu a obchodu.

## Život
Čchen Šu-tchung se narodil v Chang-čou v provincii Če-ťiang. Dostalo se mu klasického vzdělání a roku 1903 v úřednických zkouškách získal nejvyšší titul ťin-š’. V letech 1904–1906 studoval politologii a ústavní právo na univerzitě Hósei v japonském Tokiu. Po návratu do Číny se stal členem Politické poradní rady. Po sinchajské revoluci byl zvolen do parlamentu, po roce 1915 působil ve vládě, byl tajemníkem vlády a také tajemníkem v úřadu prezidenta republiky; postavil se proti autoritářským tendencím Jüan Š’-kchaje a byl nucen z úřadu odejít. Ve 20. letech pracoval v soukromé sféře v Šanghaji, byl prezidentem společnosti Šang-wu jin-šu-kuan  (商務印書館, Komerční tisk, první moderní čínské nakladatelství založené roku 1897), banky Če-ťiang sing-jie jin-chang (浙江興業董事).
Během japonské okupace Šanghaje (1937–1945) rozhodně odmítl spolupracovat s Japonci, kteří mu nabídli post šanghajského starosty. Kvůli nesouhlasu s vládou Kuomintangu roku 1948 s pomocí komunistů uprchl ze Šanghaje do Hongkongu.
Účastnil se utváření politického systému Čínské lidové republiky (ČLR), se vznikem Čínského lidového politického poradního shromáždění roku 1949 byl zvolen místopředsedou jeho celostátního výboru (znovuzvolen 1954, 1959 a 1965). Po svolání prvního Všečínského shromáždění lidových zástupců roku 1954 byl zvolen místopředsedou jeho stálého výboru (znovuzvolen 1959 a 1965). V čínských zákonodárných a poradních orgánech reprezentoval buržoazii a kapitalisty spolupracující s vládou ČLR, po založení Všečínské federace průmyslu a obchodu (roku 1953) se stal jejím předsedou.
Byl autorem řady odborných prací z oblasti práva a politických věd, publikoval i poezii.
Zemřel 17. února 1963 v Pekingu.